# Campillo de Aranda
Campillo de Aranda ist ein Ort und eine Gemeinde (municipio) mit 172 Einwohnern (Stand: 2024) im Zentrum der Provinz Burgos in der Autonomen Gemeinschaft Kastilien und León. Campillo de Aranda liegt in der Comarca und der Weinbauregion Ribera del Duero.

## Lage und Klima
Die Gemeinde Campillo de Aranda liegt etwa 90 Kilometer südlich der Provinzhauptstadt Burgos in einer Höhe von ca. 910 m.
Das Klima ist gemäßigt bis warm; Regen (ca. 530 mm/Jahr) fällt übers Jahr verteilt.

## Sehenswürdigkeiten
- Himmelfahrtskirche (Iglesia de la Asunción de Nuestra Señora)

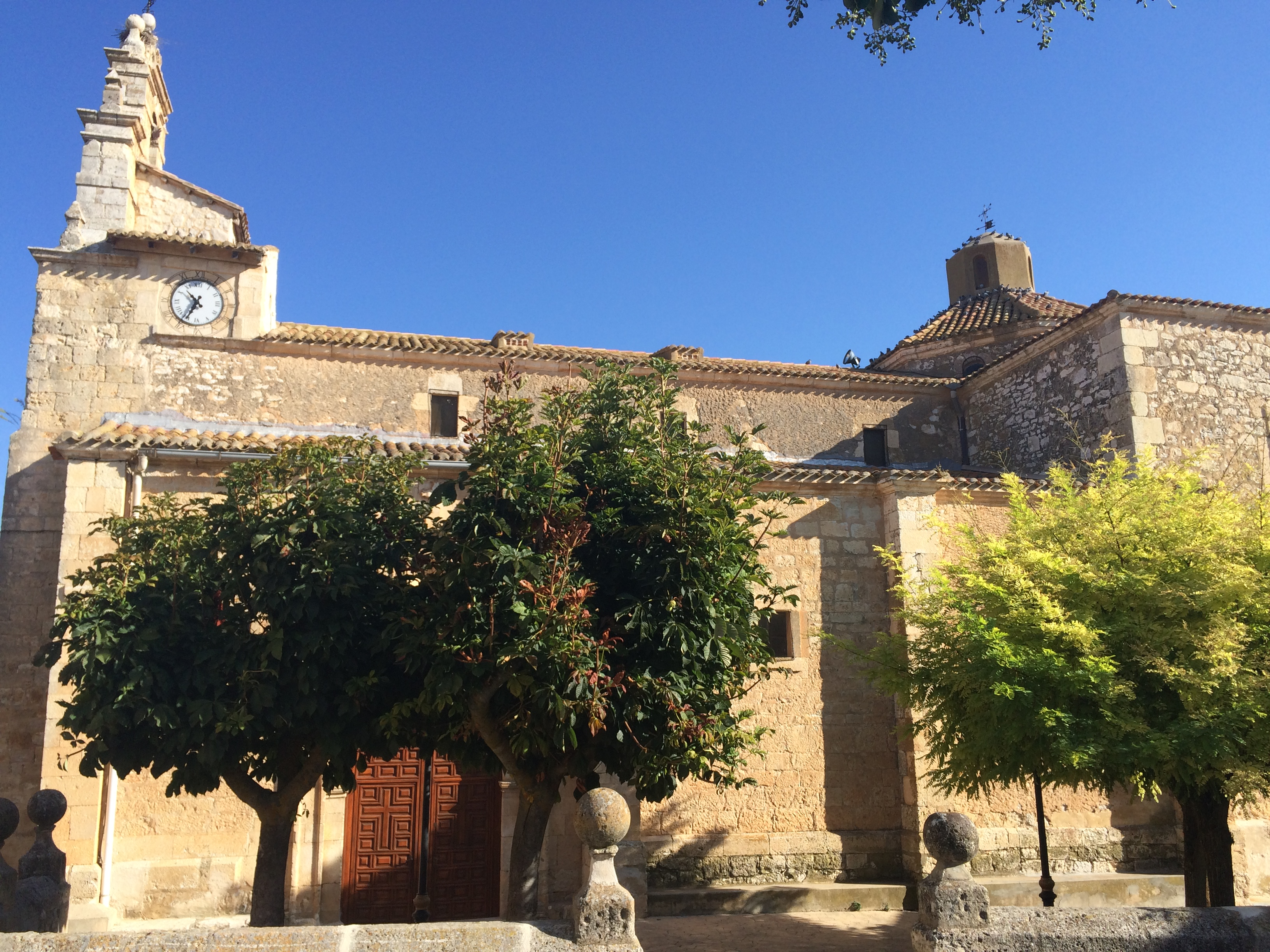
Himmelfahrtskirche